# Raïon d'Achmiany
Le raïon d'Achmiany (en biélorusse : Ашмянскі раён, Achmianski raïon) ou raïon d'Ochmianski (en russe : Ошмянский район, Ochmianski raïon) est une subdivision de la voblast de Hrodna ou oblast de Grodno, en Biélorussie. Son centre administratif est la ville d'Achmiany.

## Géographie
Le raïon couvre une superficie de 1 215,92 km2, dans le nord-est de la voblast. Le raïon est limité au nord par le raïon d'Astravets, à l'est par le raïon de Smarhon, au sud la voblast de Minsk (raïon de Valojyn) et le raïon d'Iwie, enfin par la Lituanie au sud-ouest et à l'ouest.

## Histoire
Le raïon d'Achmiany a été créé le 15 janvier 1940.

## Population

### Démographie
Les résultats des recensements de la population (*) font apparaître une baisse modérée de la population depuis 1959, qui s'est cependant accentuée au cours des premières années du XXIe siècle.
| 1959*  | 1970*  | 1979*  | 1989*  | 1999*  | 2009*  |
| ------ | ------ | ------ | ------ | ------ | ------ |
| 44 451 | 43 387 | 42 313 | 38 247 | 37 331 | 32 411 |

### Nationalités
Selon les résultats du recensement de 2009, la population du raïon se composait de trois nationalités principales :
- 89,7 % de Biélorusses ;
- 5,9 % de Polonais ;
- 3,0 % de Russes.

### Langues
En 2009, la langue maternelle était le biélorusse pour 82,05 % des habitants du raïon d'Achmiany et le russe pour 16,25 %. Le biélorusse était parlé à la maison par 62,4 % de la population et le russe par 35,7 %.